# エアロビチャレンジ
エアロビチャレンジ（英 : Blinding Lights Challenge）とは、ザ・ウィークエンドの楽曲「Blinding Lights」のイントロに合わせてダンスを披露するチャレンジ。TikTok内では、世界中で1億5000万回以上閲覧され、数千人が独自の挑戦をしていると見られる。

## 概要
ザ・ウィークエンド新曲「Blinding Lights」のイントロに合わせて、複数人が15秒間の決められたダンスを行う。この時、一人は必ず親でないといけない、と当初は言われているが、病院のチーム、警察官達や消防士が行うなど例外が存在している。

## 歴史

### 背景
新型コロナウイルス感染症（COVID-19）の世界的流行の影響により、外出自粛が続き、運動不足に悩む者が多かった。

### 起源
2020年3月3日、TikTokerである、Greg&Adamユーザーが、「Blinding Lights」に振付ダンスをしている3人のビデオをアップロードした。動画は21日間で39万件以上のいいねを獲得した。

### 拡散
同年3月17日、TikTokerであるBrandon Warrユーザーが同じダンスを踊る3人の別の動画をアップロードし、1週間で290万件以上のいいねを獲得、その同じ日、自身のTwitterに同ビデオをアップロードし、1週間に2,600件以上のいいねを獲得し拡散された。
3月22日、スロバキアのTikToker兼YouTuberであるデビッド・ドブリックが「Blinding Lights Challenge」ビデオを投稿し、2日間で220万件以上のいいねを獲得した。

## 日本国内の事象
2020年4月2日、Bリーグ・横浜に所属するプロバスケ選手の田渡凌は、コミカルな衣装でこのチャレンジに挑戦し、投稿は2週間で97万回を突破、同じ音楽でバスケ選手、一般のファンも挑戦するなど、一気にバズ状態になった。
芸人ではクマムシの長谷川俊輔が、自身のTwitterでこのチャレンジを投稿し、同じワタナベエンターテインメント所属の芸人らに広がった。
その後、他の事務所の芸人にも繋がり、4月10日にメイプル超合金の安藤なつは自分のTwitterにこのチャレンジ動画を公開した。
4月11日、きゃりーぱみゅぱみゅが「元気ありあまってます」とこのチャレンジの動画をTwitterにツイートし拡散された。